# Stygge Krumpen
Stygge Krumpen, född omkring 1485, död 21 januari 1551, var dansk biskop av Børglums stift. Han var bror till Otto Krumpen.
Stygge Krumpen hörde till de hetsigaste av den gamla katolska hierarkins män, var 1523 en av ledarna i upproret mot Kristian II och 1533 motståndare till Kristian III:s val till kung. 1536–42 satt han fängslad, och blev slutligen länsman på Asmildkloster vid Viborg.